# Elias Follin
Elias Follin, född 8 oktober 1746 i Bankekinds socken, död 18 december 1819 i Helsingborg, var en svensk präst och författare.
Elias Follin var son till kyrkoherde Samuel Follin. Han blev 1756 elev vid Linköpings skola och 1764 student vid Uppsala universitet. År 1765 blev han informator hos hovmarskalk Carl Philip Sack på Bergshammar och därefter på Örtofta slott. Follin prästvigdes 1771 och blev 1775 huspredikant hos grevinnan Ulrika Christina Piper på Krageholms slott. Samma år blev han hovpredikant utan tjänstgöringsskyldighet och 1780 hospitalspredikant i Malmö och kyrkoherde i Bjärshög och Oxie. Follin blev 1785 kyrkoherde i Helsingborg och prost samma år. Han blev 1803 vice och 1805 ordinarie kontraktsprost i Luggude. Follin blev 1809 teologie doktor vid Uppsala universitet. Follin var historiskt intresserad och skrev flera historiska skildringar, av vilka dock inga blev utgivna under hans livstid. En beskrivning av staden Helsingborg utgavs efter hans död.